# Eurico Tomás de Lima
Eurico Tomás de Lima (Ponta Delgada, Açores, 17 de dezembro de 1908 - Maia, 8 de junho de 1989) foi um pianista, compositor e pedagogo português.

## Biografia
Eurico Tomás de Lima, filho de António Tomás de Lima (violinista, compositor, maestro e professor no Conservatório Nacional de Lisboa), estudou também no Conservatório Nacional, de 1921 a 1929. Foi aluno de Alexandre Rey Colaço e José Viana da Mota em piano, de Luís de Freitas Branco em estética e história da música, e de Hermínio do Nascimento em composição. Terminou em 1929 o curso de Virtuosidade, com a classificação "Distinção e Louvor".
Em 1932 apresenta pela primeira vez um recital de piano onde toca exclusivamente as suas próprias obras. Para além das suas composições para piano, assume-se como entusiasta de "Beethoven, Chopin, Liszt e todos os mestres da escola eslava." 
Em 1940 e 1941 participa nas Missões Culturais do Secretariado da Propaganda Nacional, por iniciativa de António Ferro. Nestes recitais de música de câmara, realizados por todo o país, colaborou com a violoncelista Madalena Moreira de Sá e Costa, o violinista Paulo Manso e a soprano Leonor Bívar Viana da Mota. Também em 1941 conquista um prémio de composição da Emissora Nacional: o Primeiro Prémio - Papoila de Ouro, no concurso Jogos Florais.
Em 1949 e 1952 empreende duas triunfantes tournées no Brasil. 
Entre 1956 e 1973 grava regularmente recitais para a Emissora Nacional, maioritariamente tocando obras da sua autoria. No entanto, devota especial cuidado ao repertório português para piano, como é testemunho um recital, gravado em 1970, dedicado inteiramente a Óscar da Silva (1870-1958), pianista e compositor português que foi aluno de Carl Reinecke e Clara Schumann. Eurico Tomás de Lima conheceu Óscar da Silva em criança, e encontrou-o novamente em São Paulo, aquando da sua primeira tournée no Brasil. "Tomás de Lima aconselhou-o [Óscar da Silva] a voltar para o Porto e ofereceu-lhe a sua casa, para que não se repetisse o que acontecera a Marcos Portugal: só cem anos após a sua morte é que os seus ossos voltaram à pátria!"
Eurico Tomás de Lima teve também grande atividade como pedagogo. Lecionou, sucessivamente, nas seguintes escolas: Academia de Amadores de Música, Academia Mozart (Porto), na Academia Beethoven (Porto), na Academia Parnaso (Porto), Academia de Música e Belas-Artes da Ilha da Madeira, Conservatório Calouste Gulbenkian de Braga. O compositor caminha lado a lado com o pedagogo. Uma grande parte da produção musical de Eurico Tomás de Lima é dedicada ao ensino. Uma prova da sua influência: o pianista Artur Pizarro apresentou-se pela primeira vez em público, em 1971, tocando uma obra de Eurico Tomás de Lima.
Os seus restos mortais encontram-se sepultados na Freguesia de Vermoim, no concelho da Maia.

## Obra para Piano Solo
Eurico Tomás de Lima tem um grande catálogo de obras para piano solo, dos mais extensos do século XX português. Os poucos compositores portugueses que têm um catálogo mais vasto são Fernando Lopes Graça, Óscar da Silva e António Victorino d'Almeida.
Muito metódico na escrita e na catalogação da sua obra, Eurico Tomás de Lima sempre deixou escrita a data e o local de composição nos seus manuscritos.
| Ano  | Títulos                                                    |
| ---- | ---------------------------------------------------------- |
| 1928 | Nocturno op. 1                                             |
| 1928 | Prelúdio                                                   |
| 1928 | Estudo de Concerto                                         |
| 1929 | Valsa                                                      |
| 1930 | Estudo em forma de Dança                                   |
| 1930 | Estudo de Execução Transcendente em Mi bemol Maior         |
| 1932 | Tema e Variações em Fá Maior                               |
| 1932 | Estudo n.º 1 (Staccato)                                    |
| 1932 | Fantasia em Sol bemol                                      |
| 1933 | Estudo n.º 2                                               |
| 1933 | Sonata n.º 1                                               |
| 1933 | Barcarola                                                  |
| 1933 | Minuete                                                    |
| 1934 | Dança Portuguesa                                           |
| 1935 | Sonata n.º 2                                               |
| 1935 | Dança Negra n.º 1 – Angola                                 |
| 1938 | Sonatina n.º 1                                             |
| 1940 | Dança Negra n.º 2 – Angola                                 |
| 1940 | Abelhas Douradas                                           |
| 1941 | Fantasia à memória de Chopin                               |
| 1941 | Suite Algarve                                              |
| 1943 | Dança Negra n.º 3 – Angola                                 |
| 1943 | Divertimento                                               |
| 1943 | Estudo n.º 3                                               |
| 1944 | Marcha n.º 1                                               |
| 1945 | Samba                                                      |
| 1945 | Buchenwald – Protesto Musical                              |
| 1947 | Suite Portuguesa n.º 1                                     |
| 1947 | Pantomina Rústica                                          |
| 1948 | Variações Vimaranenses                                     |
| 1948 | Sonata n.º 3                                               |
| 1948 | Dança Negra n.º 4 – Angola                                 |
| 1950 | Sonatina n.º 2                                             |
| 1950 | O Ferreiro                                                 |
| 1950 | Marcha n.º 2                                               |
| 1951 | Morna n.º 1 – Cabo Verde                                   |
| 1952 | Chula do Douro                                             |
| 1952 | Toccata                                                    |
| 1953 | Morna n.º 2 – Cabo Verde                                   |
| 1953 | Lundum Açoreano                                            |
| 1954 | Sonata n.º 4                                               |
| 1954 | Suite Portuguesa n.º 2                                     |
| 1955 | Prelúdio e Scherzino                                       |
| 1955 | Dança                                                      |
| 1956 | Regresso dos Ceifeiros                                     |
| 1957 | O Bailador de Fandango                                     |
| 1959 | Estudo Brasileiro                                          |
| 1966 | Ilha do Paraíso (Férias na Madeira, Suite em Seis Quadros) |
| 1969 | Valsa Caprichosa                                           |
| 1970 | Canção sem Palavras                                        |
| 1970 | Profecia                                                   |
| 1973 | Gradual (“Colecção de 28 peças para a mocidade”, 1932-62)  |

## Discografia
- Canções. Canção sem Palavras. Sonatina No. 2. en:Sara Braga Simões, soprano e Luís Pipa, piano. Câmara Municipal da Maia, 2008.[8]

Este CD inclui a integral da obra para canto e piano de Eurico Tomás de Lima, para além de duas obras para piano solo: Canção sem palavras e Sonatina n.º 2.
1. Canção sem palavras
2. Por tuas próprias mãos
3. Este lenço em que chorei
4. És tu!
5. Dorme, dorme, meu menino
6. Triste cantiga de amor
7. Balada dos olhos verdes
8. Canção da vida e da morte
9. Mors-Amor
10. Duas canções para canto e piano: Com calma e docemente - Vivo
11. Duas canções para canto e piano: Moderato
12. Brasil
13. Trovas satíricas
14. Ó ribeira, ribeirinha
15. Senhora quintaneira
16. Marianita
17. Vira
18. Sonatina n.º 2: I. Allegro deciso
19. Sonatina n.º 2: II. Pastoral - Andante
20. Sonatina n.º 2: III. Vira - Vivo

- Saber Ouvir - Eurico Thomaz de Lima (1908-1989), Vol. 1. João Lima, piano. Numérica, 2010. NUM1210.[9]

"Neste trabalho discográfico [...] optou-se por registar um diversificado conjunto de obras para piano, as quais permitirão ao público em geral ficar a conhecer a progressiva evolução do trabalho do compositor ao longo de cerca de quatro décadas de prudutividade."
1. Estudo
2. Prelúdio
3. Nocturno
4. Fantasia
5. Dança Negra n.º 1
6. Dança Negra n.º 2
7. Dança Negra n.º 3
8. Dança Negra n.º 4
9. Buchenwald - Protesto Musical
10. Suite Portuguesa n.º 1: Vira
11. Suite Portuguesa n.º 1: Coral Alentejano
12. Suite Portuguesa n.º 1: Fandango
13. Suite Portuguesa no. 2: Prelúdio
14. Suite Portuguesa no. 2: Burlesca
15. Suite Portuguesa no. 2: Fandango
16. Barcarola

- Música Portuguesa para piano, vol. 3. Nancy Lee Harper, piano. Numérica, 2012. NUM1228.

"Este CD é o terceiro numa série de gravações da Música Portuguesa para Piano que tenho pesquisado e feito desde 1999. Esta mesma edição foi produzida para acompanhar o meu próprio livro PORTUGUESE PIANO MUSIC: AN INTRODUCTION AND ANNOTATED BIBILIOGRAPHY (Scarecrow Press, USA, 2012). [...] O objectivo principal aqui é de trazer ao ouvinte uma grande variedade de estilos e de compositores a fim de mostrar a riqueza do repertório pianístico do Portugal, a incluir também a música didáctica para piano."
Este CD contém uma vasta colecção de música portuguesa para piano, incluindo a Valsa Caprichosa, no. 25 do Gradual de Eurico Tomás de Lima.
- Saber Ouvir - Eurico Tomás de Lima (1908-1989), Vol. 2. Miguel Campinho, piano. Numérica, 2013. NUM1249.[13]

Este CD duplo inclui a integral das sonatas e sonatinas para piano solo de Eurico Tomás de Lima.
CD1
1. Sonata n.º 1, em Dó sustenido menor: I. Allegro Maestoso
2. Sonata n.º 1, em Dó sustenido menor: II. Andante sostenuto ed molto doloroso
3. Sonata n.º 1, em Dó sustenido menor: III. Finale. Allegro con fuoco
4. Sonata n.º 2, em Mi menor: I. Allegro appassionato
5. Sonata n.º 2, em Mi menor: II. Scherzo. Allegro deciso - Molto piu lento - Tempo primo
6. Sonata n.º 2, em Mi menor: III. Andante cantabile
7. Sonata n.º 2, em Mi menor: IV. Finale. Allegro impetuoso
8. Sonatina n.º 1, em Lá Maior: I. Allegro moderato
9. Sonatina n.º 1, em Lá Maior: II. Andante
10. Sonatina n.º 1, em Lá Maior: III. Allegro assai
11. Algarve (Suite para Piano): I. Aben-Afan
12. Algarve (Suite para Piano): II. Praia da Rocha
13. Algarve (Suite para Piano): III. D. Paio Péres Correia
14. Algarve (Suite para Piano): IV. Ponta da Piedade
15. Algarve (Suite para Piano): V. Olhão, Vila Cubista
16. Algarve (Suite para Piano): VI. Jardins de Estoi
17. Algarve (Suite para Piano): VII. Bailarico
18. Algarve (Suite para Piano): VIII. Sagres

CD2
1. Sonata n.º 3, em Lá menor: I. Allegro risoluto
2. Sonata n.º 3, em Lá menor: II. Andante
3. Sonata n.º 3, em Lá menor: III. Vivo
4. Sonatina n.º 2, em Dó Maior: I. Allegro deciso
5. Sonatina n.º 2, em Dó Maior: II. Pastoral - Andante
6. Sonatina n.º 2, em Dó Maior: III. Vira - Vivo
7. Sonata n.º 4, em Fá Maior: I. Allegro giocoso
8. Sonata n.º 4, em Fá Maior: II. Andante
9. Sonata n.º 4, em Fá Maior: III. Vivace
10. Ilha do Paraíso (Suite em seis quadros): I. Nossa Senhora do Monte
11. Ilha do Paraíso (Suite em seis quadros): II. Funchal ao Luar
12. Ilha do Paraíso (Suite em seis quadros): III. Penha d’Águia
13. Ilha do Paraíso (Suite em seis quadros): IV. Ribeiro Frio
14. Ilha do Paraíso (Suite em seis quadros): V. “Bailhos” Cruzados
15. Ilha do Paraíso (Suite em seis quadros): VI. Cabo Girão